# ميخائيل هويوس
ميخائيل هويوس (بالإسبانية: Michael Hoyos) هو لاعب كرة قدم أرجنتيني، ولد في 2 أغسطس 1991 في فوونتين فالي في الولايات المتحدة. شارك مع منتخب الأرجنتين تحت 20 سنة لكرة القدم. أما مع النوادي، فقد لعب مع أوفي كريت وإستوديانتيس دي لا بلاتا وسارمينتو دي خونين.

## وصلات خارجية
- ميخائيل هويوس على موقع قاعدة بيانات كرة القدم.إي يو (الإنجليزية)
- ميخائيل هويوس على موقع Soccerway.com (الإنجليزية)